# Woodbury (Connecticut)
Woodbury es un pueblo ubicado en el condado de Litchfield en el estado estadounidense de Connecticut. En el año 2000 tenía una población de 9.198 habitantes y una densidad poblacional de 103 personas por km².

## Demografía
Según la Oficina del Censo en 2000 los ingresos medios por hogar en la localidad eran de $51,136, y los ingresos medios por familia eran $65,227. Los hombres tenían unos ingresos medios de $50,625 frente a los $40,729 para las mujeres. La renta per cápita para la localidad era de $30,277. Alrededor del 4.6% de la población estaban por debajo del umbral de pobreza.